# Reteporellina moyanoi
Reteporellina moyanoi är en mossdjursart som beskrevs av Jean-Loup d'Hondt 1981. Reteporellina moyanoi ingår i släktet Reteporellina och familjen Phidoloporidae. Inga underarter finns listade i Catalogue of Life.